# Classe Regina Elena
La classe de cuirassé Regina Elena semi-dreadnought de la marine militaire du royaume d'Italie était l'une des plus rapides de l'époque. 4 sont entrés en service à partir de 1904.
La classe comprenait quatre navires : Regina Elena, le navire de tête, Vittorio Emanuele, Roma et Napoli. Conçus par Vittorio Cuniberti, ils étaient armés d'une batterie principale de deux canons de 12 pouces (305 mm) et de douze canons de 8 pouces (203 mm), et pouvaient atteindre une vitesse de pointe de 22 nœuds (41 km/h). Ils étaient les cuirassés les plus rapides du monde à l'époque de leur mise en service, plus rapides même que le HMS Dreadnought britannique à turbine.
Les navires ont servi pendant la guerre italo-turque de 1911-1912 contre l'Empire ottoman. Ils ont fréquemment soutenu les forces terrestres italiennes pendant les campagnes en Afrique du Nord et dans les îles de la Méditerranée orientale. Ils ont servi pendant la Première Guerre mondiale, à laquelle l'Italie a participé de 1915 à 1918, mais ils n'ont pas vu de combat en raison des politiques prudentes adoptées par les marines italienne et austro-hongroise. Les quatre navires ont été mis au rebut entre 1923 et 1926 et démantelés pour la ferraille.

## Caractéristiques
Le concept « vitesse = protection » a toujours exercé une influence prépondérante dans les bureaux d'études italiens et a, par conséquent, été à l'origine de navires de guerre très originaux.
À partir de 1899, Vittorio Cuniberti, le plus important concepteur de navires italiens de la fin du XIXe siècle et du début du XXe siècle parvint à faire accepter la construction de bâtiments de ligne entièrement armés de grosses pièces et a commencé à concevoir un navire de guerre armé d'une batterie uniforme de douze canons de 8 pouces (203 mm), blindé avec un blindage de ceinture de 150 mm d'épaisseur et capable d'une vitesse maximale de 22 nœuds (41 km/h), pour un déplacement de 8 000 tonnes longues (8 100 t). Ce projet s'est avéré être la genèse des conceptions ultérieures de Cuniberti, qui ont abouti à la construction du HMS Dreadnought, un navire britannique doté de gros canons. Le projet de 1899 n'ayant pas été accepté, Cuniberti se tourne vers une nouvelle exigence : un cuirassé de 13 000 tonnes (13 210 t) plus rapide que tous les cuirassés britanniques et français et plus fort que les croiseurs blindés des deux marines. Il en résulta une version modifiée de son projet antérieur, qui devint la classe Regina Elena. Les deux premiers navires - Regina Elena et Vittorio Emanuele - ont été commandés pour l'année fiscale 1901, et la dernière paire - Roma et Napoli - a été autorisée l'année suivante. En raison de leur vitesse élevée, ils sont parfois appelés " précurseurs du croiseur de combat ", quelque chose qui s'apparentait au croiseur de combat bien avant son apparition.
On adopta un système de batteries principale et secondaire que l'on allait retrouver plus tard sur les cuirassés Lord Nelson de la Royal Navy mais il présentait un inconvénient notoire, on ne pouvait embarquer que 2 canons Armstrong Whitworth 12 inch/40 d'origine britannique de 305 mm de 40 calibres à affût unique tirant un obus de 417 kg à 14 km à une cadence d'un coup par minute, à l'avant et à l’arrière du navire.

Une batterie aussi faible n'était pas capable de produire un tir nourri et précis même à courte portée.
Cette classe attira l'attention l'empire du Japon, qui après sa guerre avec l'Empire russe, venait d'apprendre l'importance du croiseur cuirassé rapide au combat.

En conséquence, il produisit les 2 croiseurs cuirassés Ibuki en 1907 qui étaient légèrement plus longs mais moins protégés que les navires italiens, mais pouvaient emporter 4 grosses pièces d'artillerie.

### Caractéristiques générales et machines

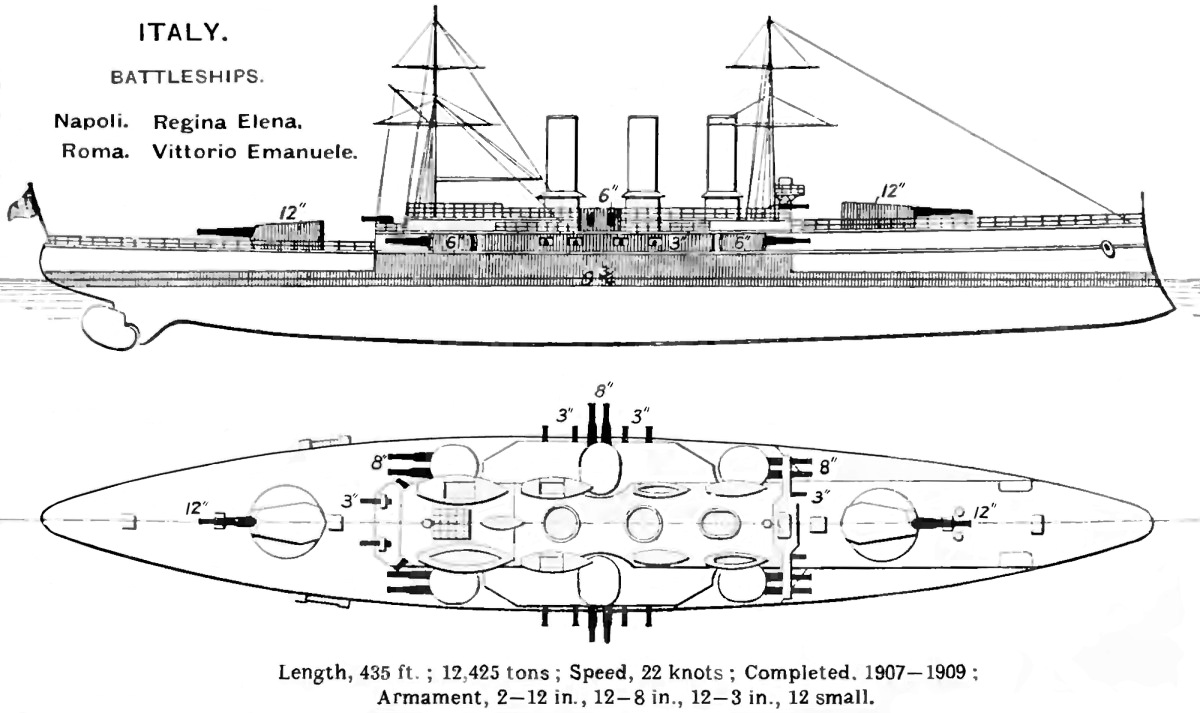
Dessin au trait de la classe Regina Elena tiré de l'édition 1912 du Brassey's Naval Annual.

Les navires de la classe Regina Elena mesuraient 132,6 mètres (435 pieds) de long à la ligne de flottaison et 144,6 m (474 pieds) de long hors tout. Ils avaient une largeur de 22,4 m (73 pieds) et un tirant d'eau de 7,91 à 8,58 m (26,0 à 28,1 pieds). Ils déplaçaient 12 550 à 12 658 tonnes longues (12 751 à 12 861 t) à charge normale et jusqu'à 13 771 à 13 914 tonnes longues (13 992 à 14 137 t) à pleine charge de combat. Les navires avaient un équipage de 742 à 764 officiers et hommes de troupe. Les navires étaient initialement équipés de deux mâts, mais après des remises en état au début de leur carrière, les mâts avant du Regina Elena et du Napoli ont été supprimés. Les navires avaient une proue légèrement inversée et un long pont de gaillard qui s'étendait au-delà du mât principal.
Le système de propulsion des cuirassés était constitué de deux moteurs verticaux à quatre cylindres à triple expansion qui entraînaient une paire d'hélices. La vapeur pour les moteurs était fournie par 28 chaudières Belleville alimentées au charbon dans les deux premiers navires, et 28 chaudières Babcock & Wilcox dans les deux derniers, réparties dans trois chaufferies. Les chaudières étaient regroupées dans trois hautes cheminées. Le système de propulsion des navires avait une puissance nominale de 19 299 à 21 968 chevaux (14 391 à 16 382 kW) et permettait d'atteindre une vitesse de pointe supérieure à 20 nœuds (37 km/h) ; le Napoli, le plus rapide de la classe, a atteint 22,15 nœuds (41,02 km/h) lors de ses essais de vitesse. Les navires avaient une portée d'environ 10 000 milles nautiques (19 000 km) à 10 nœuds (19 km/h). À l'époque de leur achèvement, ils étaient les cuirassés les plus rapides du monde, plus rapides encore que le HMS Dreadnought, équipé d'une turbine à vapeur,.

### Armement et blindage

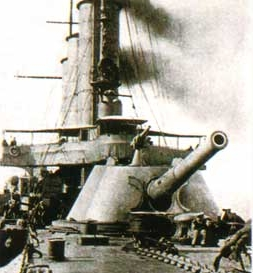
La tourelle de canon avant du Vittorio Emanuele

Les navires de la classe Regina Elena étaient armés d'une batterie principale de deux canons de 305 mm (12 pouces) de calibre 40 placés dans deux tourelles à un seul canon, une à l'avant et une à l'arrière. Les tourelles étaient placées bien à l'écart de la superstructure, ce qui leur donnait un large arc de tir, avec près de 300 degrés de rotation. L'énergie électrique était utilisée pour la formation et l'élévation des tourelles et la manipulation des munitions. La batterie principale plus légère, comparée à d'autres cuirassés de type pre-dreadnought qui portaient généralement deux fois plus de canons lourds, a été critiquée par certains observateurs, mais le Dr Philip Alger, écrivant dans "Proceedings of the United States Naval Institute", a noté qu'"il faut garder à l'esprit qu'une paire de canons dans une tourelle ne permet pas de tirer deux fois mieux qu'un seul canon ", et qu'étant donné le déplacement limité du navire, c'était " le choix le plus sage qui pouvait être fait". Les magasins à munitions étaient équipés de systèmes de réfrigération pour minimiser le risque d'explosions accidentelles.
Les navires étaient également équipés d'une batterie secondaire de douze canons de 203 mm (8 pouces) de calibre 45 dans six tourelles jumelles au milieu du navire, qui fonctionnaient également à l'électricité. Les tourelles centrales étaient placées un pont plus haut que les autres pour leur permettre de tirer directement à l'avant et à l'arrière. La défense à courte distance contre les torpilleurs était assurée par une batterie de seize canons de 76 mm (3 pouces) de calibre 40, bien que le Roma et le Napoli aient tous deux huit canons supplémentaires de ce calibre. Les quatre navires étaient également équipés de deux tubes lance-torpilles de 450 mm (17,7 pouces) placés dans la coque sous la ligne de flottaison[4].
Les navires étaient protégés par de l'acier cémenté Krupp fabriqué à Terni. La ceinture principale avait une épaisseur de 250 mm (9,8 pouces) au milieu du navire, réduite à 152 mm (6 pouces) à la hauteur des tourelles de la batterie principale, et de 102 mm (4 pouces) à la proue et à la poupe. Le pont avait une épaisseur de 38 mm (1,5 pouces). Le poste de commandement était protégé par un blindage de 254 mm (10 pouces). Les canons de la batterie principale avaient un blindage de 203 mm d'épaisseur, et les tourelles secondaires avaient des flancs de 152 mm d'épaisseur,.

## Liste des navires
| Classe Regina Elena | Classe Regina Elena                       | Classe Regina Elena | Classe Regina Elena | Classe Regina Elena | Classe Regina Elena                                                            | Classe Regina Elena |
| Nom                 | Chantier naval                            | Mise en chantier    | Lancement           | Armement            | Fin                                                                            |                     |
| ------------------- | ----------------------------------------- | ------------------- | ------------------- | ------------------- | ------------------------------------------------------------------------------ | ------------------- |
| Regina Elena        | Arsenal militaire maritime de La Spezia   | 27 mars 1901        | 19 juin 1904        | 11 septembre 1907   | retiré du service le 16 février 1923                                           |                     |
| Vittorio Emanuele   | Chantier naval de Castellammare di Stabia | 18 septembre 1901   | 12 octobre 1904     | 1er août 1908       | retiré du service le 1er avril 1923                                            |                     |
| Roma                | Arsenal militaire maritime de La Spezia   | 20 septembre 1903   | 21 avril 1907       | 17 décembre 1908    | retiré du service le 1er septembre 1927, sert comme navire-école jusqu'en 1932 |                     |
| Napoli              | Chantier naval de Castellammare di Stabia | 21 octobre 1903     | 10 septembre 1905   | 1er septembre 1908  | retiré du service le 3 septembre 1926                                          |                     |

## Histoires de service

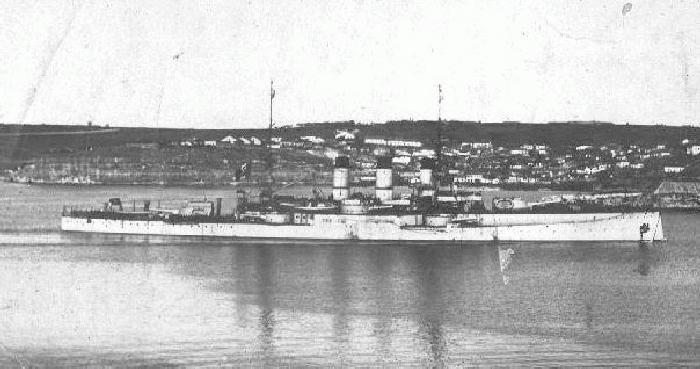
Le Roma à Constantinople en 1918 après la reddition de l'Empire ottoman

Les quatre navires de la classe Regina Elena ont servi dans l'escadron de service actif après leur mise en service jusqu'en 1911 et ont participé à la routine d'entraînement de la flotte en temps de paix. Le 29 septembre 1911, l'Italie a déclaré la guerre à l'Empire ottoman, déclenchant la guerre italo-turque. Les quatre navires ont vu de l'action pendant la guerre dans la 1re division de la 1re escadrille. Ils ont participé aux opérations au large de l'Afrique du Nord dans les premiers mois de la guerre, notamment en escortant le passage de l'armée expéditionnaire italienne envoyée à la conquête de la Cyrénaïque. Plus tard dans la guerre, ils ont pris part à la prise de Rhodes et du Dodécanèse.
L'Italie est d'abord restée neutre pendant la Première Guerre mondiale, mais en 1915, elle a été convaincue par la Triple-Entente d'entrer en guerre contre l'Allemagne et l'Autriche-Hongrie. Les Italiens et les Austro-Hongrois ont adopté une politique de flotte prudente dans les eaux confinées de la mer Adriatique, et les quatre cuirassés de la classe Regina Elena n'ont donc pas été utilisés. Ils ont passé la guerre à tourner entre les bases navales de Tarente, Brindisi et Vlora. Après la fin de la guerre, les navires de la classe ont été inclus parmi les cuirassés que l'Italie pouvait garder en service (selon les termes du traité naval de Washington), mais ils n'ont été conservés que pendant quelques années. Entre février 1923 et septembre 1926, les quatre navires ont été rayés du registre naval et mis à la casse.

## Source
- (en) Cet article est partiellement ou en totalité issu de l’article de Wikipédia en anglais intitulé « Regina Elena-class battleship » (voir la liste des auteurs).